# Magüi Serna
María Luisa ("Magüi") Serna Barrera (Las Palmas, 1 de março de 1979) é uma ex-tenista profissional espanhola.